# Lanová dráha Schönleitenbahn
Lanová dráha Schöleitenbahn je kabinková lanovka, která stoupá z údolí části Saalbachu Vorderglemm na svahy vrcholu Wildenkarkogel v Rakousku. Lanovka má přestupní terminál. Tento vrchol s lanovkami je součástí skiareálu Ski Circus. Pod lanovkou vede červená sjezdovka Schönleiten Talstation a zčásti modrá sjezdovka Schönleiten Mittelstation. První lanová dráha zde byla vystavěna roku 1971 společností Girak a vedla v trase Vorderglemm až Rachkuchlalm. Na ní navazoval vlek Weissbachlift od společnosti Swoboda.
Roku 1987 byly tyto obě lanové dráhy nahrazeny novou, kabinkovou od společnosti Doppelmayr. 